# Daulatpur (Una)
Daulatpur is een nagar panchayat (plaats) in het district Una van de Indiase staat Himachal Pradesh. 

## Demografie
Volgens de Indiase volkstelling van 2001 wonen er 3.352 mensen in Daulatpur, waarvan 50% mannelijk en 50% vrouwelijk is. De plaats heeft een alfabetiseringsgraad van 79%. 